# Oscar van den Eynde de Rivieren
Oscar Jean Henri van den Eynde de Rivieren (Aarschot, 5 april 1864 - Gelrode, 2 februari 1950) was een Belgisch volksvertegenwoordiger en burgemeester.

## Levensloop
Van den Eynde was een zoon van Auguste van den Eynde, provincieraadslid van Brabant en van Léonie Dauw. Hij trouwde met Marguerite van der Belen (1868-1950). Ze hadden drie dochters en een zoon, Jules van den Eynde (1891-1975), die advocaat-generaal werd bij het hof van beroep van Brussel. Oscar promoveerde tot landbouwingenieur aan de Katholieke Universiteit Leuven.
Van den Eynde werd gemeenteraadslid (1895) en burgemeester (1896) van Gelrode, mandaten die hij vervulde tot in 1947. Hij werd opgevolgd door Lambert Verlinden, die burgemeester bleef tot de fusie met Aarschot.
Van 1902 tot 1919 was hij provincieraadslid voor de provincie Brabant. In 1919 werd hij verkozen tot katholiek volksvertegenwoordiger voor het arrondissement Leuven en vervulde dit mandaat tot in 1932.
In 1929 verkreeg hij voor hem en zijn nazaten 'de Rivieren' te mogen toevoegen aan de familienaam. Hetzelfde jaar werd hij in de Belgische erfelijke adel opgenomen.
Hij werd eigenaar van het domein Rivieren en bouwde er in 1885 een nieuw kasteel.